# Milk Inside a Bag of Milk Inside a Bag of Milk
Milk Inside a Bag of Milk Inside a Bag of Milk è una visual novel di genere horror psicologico creato nel 2020 dallo sviluppatore di giochi russo Nikita Kryukov. Il gioco segue le vicende di una ragazza senza nome che vuole comprare un sacchetto di latte, mansione resa complicata dai traumi e dalle psicosi da cui è affetta. Il giocatore veste i panni di una voce nella mente della protagonista, con la quale intrattiene una conversazione via monologo interiore.
Il gioco è stato pubblicato su Steam dall'editore di visual novel russo Missing Calm il 26 agosto 2020. L'11 novembre 2022 il gioco e il suo sequel sono stati portati su Nintendo Switch da Forever Entertainment, un editore polacco specializzato nel port su Switch.

## Modalità di gioco
Milk inside a bag of milk inside a bag of milk è un gioco breve, il cui completamento richiede al giocatore una ventina di minuti circa. Il gioco consiste nel cliccare sul testo per far avanzare il dialogo, ergo la trama, fino quando non si giunge ad una scelta. Le scelte presentate hanno un'influenza minima sull'esito del gioco. Non sono previsti percorsi ramificati né finali alternativi ma, se il giocatore si pone costantemente in maniera ostile o tenta di essere d'ostacolo, la protagonista smetterà di interagire, causando la fine della partita. Mentre il giocatore accompagna la ragazza nel suo percorso fino ad un negozio d'alimentari e poi di nuovo a casa, viene a conoscenza della sua percezione del mondo e delle persone, dei traumi dal suo passato e della sua difficile vita familiare. Visto attraverso gli occhi della protagonista il mondo è confuso, al limite dell'incomprensibile e a volte terrificante.
La grafica del gioco impiega una palette monocromatica a tre tonalità di rosso ed una bassa risoluzione d'immagine.

## Accoglienza
Lilia Hellal di Rice Digital ha elogiato la grafica e la narrazione "uniche" del gioco, scrivendo che "Con uno stile di produzione forte e distintivo grazie alla sua inquietante arte retrò e al disagio opprimente della sua musica ronzante, [Milk inside a bag of milk inside a bag of milk] è un memorabile gioiellino indie che non potrà mai essere dimenticato da chi lo prova". Jesse Grodman di DreadXP ha similmente trovato lo stile grafico, la sceneggiatura e l'estetica del gioco "fantastici", ma ha puntualizzato che ciò che rende il gioco davvero eccezionale è il modo in cui tratta l'argomento della salute mentale, dei pensieri suicidi e dell'abuso nel contesto familiare. Kyle Caldwell di Pixel Die ha trovato il gioco breve, teso e sorprendentemente efficace nel convincere il giocatore a prendersi cura della protagonista nel breve lasso di tempo che si può trascorrere con lei. John Walker di Buried Treasure ha assegnato al gioco una valutazione di 8/10 e ha evidenziato come esso tratti l'argomento del trauma in una maniera particolarmente onesta non dando al giocatore l'abilità di "salvare" la protagonista.

## Sequel
Il 19 febbraio 2021 Kryukov ha annunciato di stare lavorando ad un sequel. Il 16 dicembre 2021 il sequel è stato pubblicato con il titolo Milk outside a bag of milk outside a bag of milk.